# Edward Cyfus

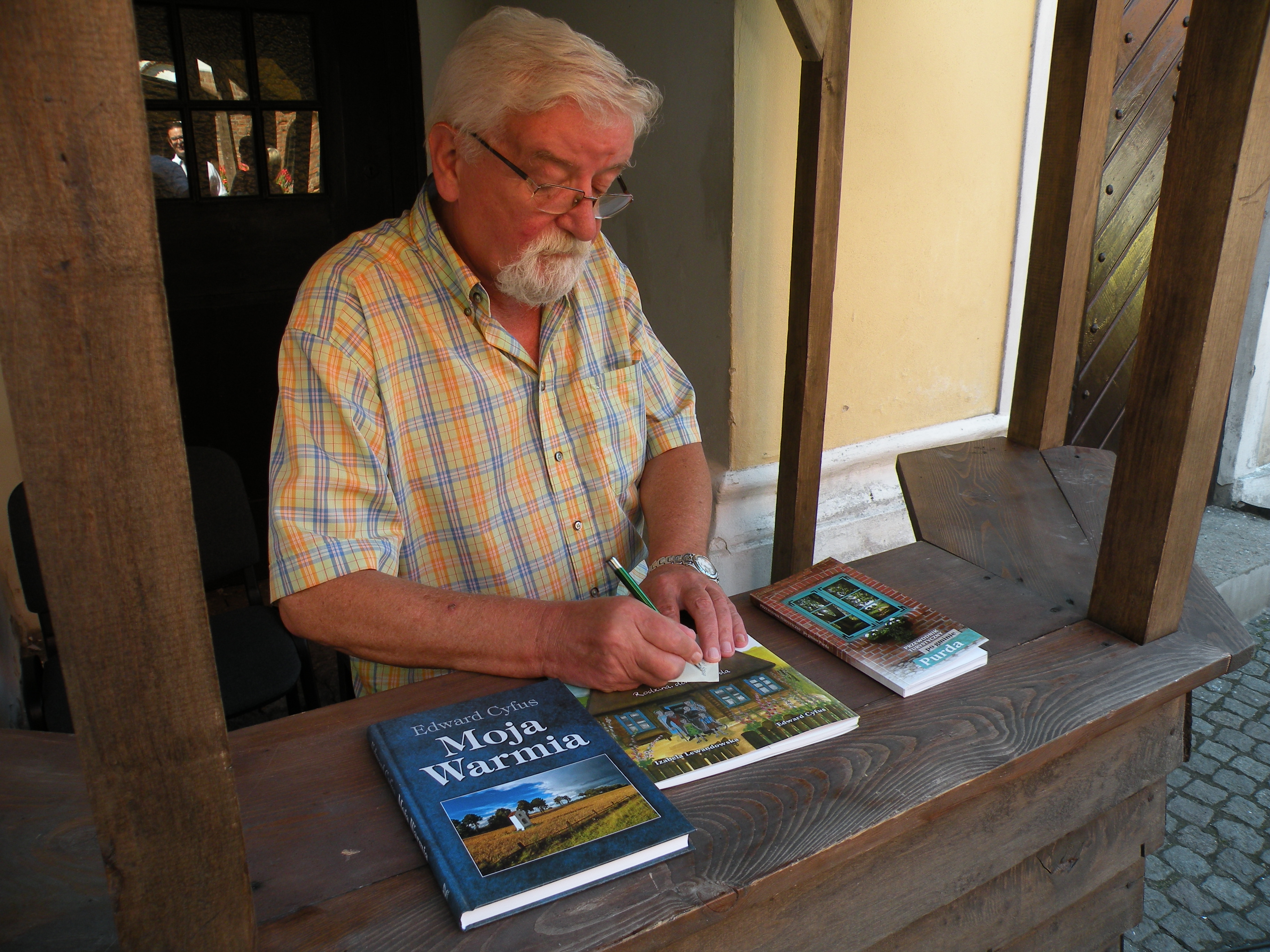
Edward Cyfus

Edward Henryk Cyfus, auch als Wosz Klyjmens bekannt (* 1949 in Dorotowo, Ermland; † 31. Mai 2025), war ein polnischer Sachbuchautor, ermländischer Heimatforscher und Publizist.

## Leben und Wirken
Die Kindheit und Jugend verbrachte Edward Cyfus in Barczewo – nach der Heirat lebte die Familie dort in einer Siedlung. Kurz vor der Ausrufung des Kriegsrechts im Dezember 1981 reiste er mit Familie und Eltern von der Volksrepublik Polen nach Gernsheim (Südhessen) aus. Er lebte und arbeitete etwa elf Jahre bei Frankfurt am Main, reiste im Jahr 1992 in die Dritte Polnische Republik und gründete das Tonstudio Audio-Soft in Olsztyn. In den Jahren 1998–2002 trug er wöchentlich im ermländischen Dialekt als Eurer Klemens (Wosz Klyjmens) ermländische Geschichten und Plaudereien im örtlichen Radio Olsztyn vor.
Edwar Cyfus debütierte im Jahr 2000 mit dem Buch Nach unserer Mundart. Ermländische Plaudereien (Po naszamu. Gawędy warmińskie) und im Jahr 2003 erschien der erste Teil der autobiografischen Familiensaga … und das Leben läuft weiter (… a życie toczy się dalej) – aufgeschrieben nach Erinnerungen und Tonaufnahmen seiner Mutter, die im Frühjahr 1945 von der NKWD in die Ukraine (damals zur Sowjetunion) verschleppt wurde und erst nach über zwölf Monaten zurückkam. Danach folgten weitere einschlägige Bücher und Zeitungsartikel über die ermländische Mundart und die Geschichte dieser Region.
Seit dem Jahr 2003 war er als Referent, dann Fachmann für kulturelle Angelegenheiten an der Gemeindeverwaltung in Purda angestellt. Auf seine Initiative wurde in Bałdy im Jahr 2006 der „Bischofsweg“ erneuert und im Juli 2010 reiste der Hochmeister und Generalabt des Deutschen Ordens Bruno Platter nach Warmia und weihte Gedenksteine für ehemalige Bischöfe Ermlands ein.
Für sein kulturelles Engagement und andere Verdienste wurde er mehrmals ausgezeichnet. Im Jahr 2002 wurde er zum Meister der polnischen Sprache in der Region (Mistrz Mowy Polskiej) ernannt, im Jahr 2007 erhielt er für Verdienste um die Kultur die Statuette Ermländische Königin „Łyna“ (Statuetka Królewna Warmińska Łyna za zasługi dla kultury) und im Jahr 2010 das Ehrenzeichen für Verdienste um die Woiwodschaft Ermland-Masuren (Odznaka honorowa za zasługi dla Województwa Warmińsko-Mazurskiego).

## Schriften
- mit Janusz Wierzyński: Nach unserer Mundart. Ermländische Plaudereien. (Po naszamu. Gawędy warmińskie). Audio-Soft, Olsztyn 2000, ISBN 978-83-913584-0-5
- Familiensaga / Trilogie:
  - mit Helena Cyfus (Mutter): … und das Leben geht weiter. Teil 1, Jahre 1930–1940 (… a życie toczy się dalej. Część 1). Audio-Soft, Olsztyn 2003, ISBN 83-913584-5-3
  - mit Helena Cyfus (Mutter): … und das Leben geht weiter. Teil 2, Jahre 1940–1960 (… a życie toczy się dalej. Część 2). Pracownia Wydawnicza ELSet, Olsztyn 2006, ISBN 83-921953-7-X
  - mit Helena Cyfus (Mutter): … und das Leben geht weiter. Teil 3, seit Jahr 1960 (… a życie toczy się dalej. Część 3). Pracownia Wydawnicza ELSet, Olsztyn 2006, ISBN 978-83-928024-8-8
- mit Marcin Wakar, Jarosław Gach: Wie ein Mann einen Schwan zur Braut nahm. Ermländische Legenden. (Jek chłop łabóńdzia za bziołka wziół / Jak chłop łabędzia za żonę wziął. Legendy warmińskie). Stowarzyszenie „Wolna Grupa Twórcza“, Olsztyn 2006
- mit Szymon Drej, Marian Szymkiewicz: Auf dem ermländischen Bischofsweg. (Traktem biskupów warmińskich). Pracownia Wydawnicza ELSet, Olsztyn 2006, ISBN 83-89151-39-1
- mit Anrzej Wakar, Jarosław Gach: Ein König und ein Schurke, die in der Glückshaube geboren wurden. (Ło królu i szurku w czepku łurodzónom / O królu i chłopcu w czepku urodzonym). Stowarzyszenie „Wolna Grupa Twórcza“, Olsztyn 2007
- mit Izabela Lewandowska, André Schmeier: Die Geschichte wird neu entdeckt. Kreuzritter im Ermland und Masuren. 1. – 6. Juli 2010. (Historia odkrywana na nowo. Krzyżacy na Warmii i Mazurach. 1. – 6. lipca 2010). Urząd Gminy Purda (Hrsg.), Agencja Wydawnicza „Remix“, Olsztyn 2010, ISBN 978-83-931640-0-4
- Mein Ermland. (Moja Warmia). Oficyna Wydawnicza „Retman“, Dąbrówno 2012, ISBN 978-83-62552-52-8.
- mit Izabela Lewandowska: Die Fibel der ermländischen Mundart. Die Familie, das Haus und der Bauernhof. (Elementarz gwary warmińskiej. Rodzina, dom i zagroda). Barczewo 2012
- mit Izabela Lewandowska: Reiseführer für die Gemeinde Purda. (Przewodnik turystyczny po gminie Purda). Urząd Gminy Purda (Hrsg.), Agencja Wydawnicza „Remix“, Olsztyn 2013, ISBN 978-83-931640-2-8
- Niezłomny Warmiak. Infułat Adalbert (Wojciech) Zink. Biografie. AFW Mazury, 2017, ISBN 978-83-937439-3-3
- Kele wsi chałupa. Oficyna Wydawnicza „Retman“, Dąbrówno 2018, ISBN 978-83-62552-06-1
- Pobiegnij moją drogą. Opowieść biograficzna o Warmiaku Herbercie Monkowskim. Na podstawie relacji ustnych i pisemnych bohatera, jego autorskich tekstów, wierszy i wspomnień. Agencja WIT, Olsztyn 2020, ISBN 9788395558993, ISBN  9788395472619

## Auszeichnungen / Ehrungen (Auswahl)
- 2002: Meister der polnischen Sprache
- 2007: Statuette Ermländische Königin „Łyna“ für Verdiente um die Kultur
- 2008: Freund des Ermlands
- 2008: Abzeichen Persönlichkeit des Jahres[4]
- Medaille Verdienter für die Touristik
- 2010: Ehrenzeichen für Verdienste um die Woiwodschaft Ermland-Masuren
- 2015: Verdienstkreuz der Republik Polen in Silber[5]
- 2025: Oskar-Kolberg-Preis